# Liste der Monuments historiques in Messac (Charente-Maritime)
Die Liste der Monuments historiques in Messac (Charente-Maritime) führt die Monuments historiques in der französischen Gemeinde Messac auf.

## Liste der Objekte

### Kirche Saint-Félix
| Bezeichnung                    | Beschreibung                                                                                              | Standort | Kennzeichnung | Schutzstatus | Datum | Bild |
| ------------------------------ | --- | -------- | ------------- | ------------ | ----- | ---- |
| Tabernakel und drei Skulpturen | Tabernakel des Hauptaltars und drei Skulpturen: Madonna mit Kind und zwei Bischöfe; Holz, 17. Jahrhundert | (Lage)   | PM17000686    | Classé       | 1991  |      |
| Glocke                         | Bronze, 1732 gegossen                                                                                     | (Lage)   | PM17000198    | Classé       | 1908  |      |
| Zwei Skulpturen                | Apostel Petrus und Paulus; Holz, 17. Jahrhundert                                                          | (Lage)   | PM17000199    | Classé       | 1911  |      |
| Hauptaltar                     | Stein, 17. Jahrhundert                                                                                    | (Lage)   | PM17000685    | Classé       | 1991  |      |